# Scottopsyllus praecipuus
Scottopsyllus praecipuus is een eenoogkreeftjessoort uit de familie van de Paramesochridae. De wetenschappelijke naam van de soort is voor het eerst geldig gepubliceerd in 2000 door Veit-Köhler.